# Fedexia striegeli
Fedexia striegeli (лат.) — небольшой трематопид, живший около 300 млн лет на территории нынешнего штата Пенсильвания, США. Родовое название происходит от компании FedEx, видовое название отмечает заслуги Адама Стригела (Adam Striegel), обнаружившего образец.  Череп животного составляет 11,5 см. Общая длина тела составляет 0,6 метров. Описана в 2010 году.

## Описание
Профиль черепа высокий, выгнутый. Посторбитальная длина черепа больше преорбитальной.
Есть небольшой паз на премаксилле, что отделяет передние зубы от остальных, есть очень большие клыки на нёбе.
Кожа была покрыта костными выступами, поэтому могла служить защитой от клыков хищников или препятствовала
испарению воды.